# イディオム (プログラミング)
ソフトウェア工学におけるイディオム（英: idiom）は、アルゴリズムやプログラミングのノウハウ、ティップス (tips) を集めたものである。頻出するコードパターンを指すこともある。
これがより大規模になったものをデザインパターン、さらに大規模なものはアーキテクチャパターンと呼ぶ。